# Tamron AF 18-270mm F/3,5-6,3 Di II VC PZD
Le Tamron AF 18-270mm F/3,5-6,3 Di II VC PZD est un téléobjectif produit par Tamron, qui est une amélioration du Tamron AF 18-270mm F/3,5-6,3 Di II VC. Il a été commercialisé en 2010.

## Réception
- Dpreview le note à 73 % en mettant en avant sa polyvalence, compact et léger ; en point négatif il est souligné lenteur de l'AF pour le sport[2].